# Kamose
Kamose var en fornegyptisk farao under 1500-talet f.Kr. och den sista faraon i den sjuttonde dynastin.
Kamose fortsatte kampen med att driva ut Hyksos från Egypten, som hans far Sekenenre påbörjat. Han efterträddes av sin bror Ahmose som grundade Egyptens artonde dynasti.